# ГЕС Сігурагура
ГЕС Сігурагура — гідроелектростанція в Індонезії на острові Суматра. Знаходячись між ГЕС Асахан 1 (вище по течії) та ГЕС Тангга, входить до складу каскаду на річці Асахан, яка бере початок у найбільшій внутрішній водоймі країни озері Тоба та на східному узбережжі острова впадає до Малаккської протоки (з'єднує Андаманське та Південнокитайське моря).
Станцію спорудили в межах проекту Асахан 2, який включає також згадану вище ГЕС Тангга і призначається для живлення алюмінієвого комбінату компанії INALUM. Враховуючи останнє, було важливим забезпечити стабільний сток для роботи станцій у базовому режимі з постійним великим навантаженням. Як наслідок, вище від машинного залу ГЕС Сігурагура звели одразу дві бетонні гравітаційні греблі. Перша з них, названа Сіруар, розташована за 14,5 км від виходу річки з озера Тоба. Вона має висоту 39 метрів та виконує функцію регулювання рівня природної водойми, перетворивши її на резервуар із корисним об'ємом 2,86 млрд м3. Наступна гребля Сігурагура (висота 47 метрів, довжина 154 метри) утримує лише невелике сховище з об'ємом 6,1 млн м3 (корисний об'єм ще менше — 0,75 млн м3), зате розташовується перед початком ущелини, в якій Асахан на короткій відстані має падіння у дві сотні метрів.
Від греблі Сігурагура через правобережний масив прокладений дериваційний тунель до розташованого за 0,85 км запобіжного балансувального резервуару баштового типу. Далі ресурс надходить до розташованого на глибині 200 метрів підземного машинного залу (перша споруда такого типу в історії гідроенергетики Індонезії).
Основне обладнання станції становлять чотири турбіни типу Френсіс, які первісно мали загальну потужність у 206 МВт. З 2007 по 2018 рік усі гідроагрегати пройшли модернізацію, внаслідок якої їхня одинична потужність зросла до 71,5 МВт, а загальна — до 286 МВт. Обладнання станції працює при напорі у 231 метр.
Відпрацьована вода повертається в Асахан по відвідному тунелю довжиною 0,5 км.
Видача продукції відбувається по ЛЕП, розрахованій на роботу під напругою 275 кВ.
Можливо відзначити, що на початку 2010-х років для використання падіння річки між греблями Сіруар та Сіграгура звели верхню станцію каскаду — Асахан 1.